# Sibylle Mottl-Link
Sibylle Mottl-Link (* 14. Februar 1971 in Heilbronn) ist eine deutsche Ärztin und Kinderbuchautorin.

## Leben
Sibylle Mottl-Link studierte Medizin an der Universität des Saarlandes in Homburg / Saar, an der Universität Wien (Österreich) und an der Medizinischen Universität zu Lübeck. Nach ihrer Promotion arbeitete sie zuerst in der Klinik für Kinder- und Jugendmedizin des Kreiskrankenhauses Demmin. Es folgten Anstellungen in der Klinik für Herzchirurgie Karlsruhe, der Herzchirurgie des Universitätsklinikums Heidelberg, den Kliniken für Kinder- und Jugendmedizin der Uniklinik Mannheim und des Klinikums Worms sowie in kinder- und jugendärztlichen Diensten der Metropolregion Rhein-Neckar.
Während ihrer universitären Laufbahn galt ihr besonderes Interesse der dreidimensionalen Darstellung des (kindlichen) Herzens.
Seit der Veröffentlichung ihres ersten medizinischen Kinderbuches Frau Doktor hat einen Vogel ist Mottl-Link im gesamten deutschsprachigen Raum mit ihrer „Puppen-Comedy“, vorzugsweise in Schulen und Bibliotheken, unterwegs und betreibt auf unterhaltsame Art gesundheitliche Bildung für Kinder. Ihr Bilderbuch In meinem Körper ist was los (Illustrator: Frėderic Bertrand) wurde ein Bestseller.  Während der Corona-Pandemie informierte sie auf YouTube und Twitch kindgerecht über das Corona-Virus und veröffentlichte im Loewe-Verlag das Bilderbuch Keine Angst vor dem kleinen Piks.
Ihr Lesungs-Programm Körperliche Bedürfnisse veröffentlichte sie unter dem Künstlernamen Dr. Heide Kraut.
Mottl-Link lebt in Heidelberg, ist verheiratet und hat zwei Kinder.

## (Vor-)Lesungen und Auftritte
Mit ihren Handpuppen, den Vögeln CORA und Katastrophen-KARA, dem Darmbakterium COLI und einer Schlange hat Sibylle Mottl-Link seit dem Jahre 2011 mehr als 290 Auftritte absolviert. In der Presse wurde sie deshalb bereits als „die Ärztin mit der sprechenden Hand“ bezeichnet.

## Werke
- Keine Angst vor dem kleinen Piks! Heute gehe ich zum Impfen. Loewe Verlag GmbH, ISBN 978-3-7432-1211-4
- Frau Doktor hat einen Vogel. Gesundmachgeschichten für Kinder. SCHUBI Lernmedien, Braunschweig 2015, ISBN 978-3-86723-470-2.
- Hilfe! Frau Doktor und ihr Vogel kommen. Schubi, Schaffhausen 2014, ISBN 978-3-86723-536-5.
- mit Agnieszka Sowińska (Ill.): Schau, was steckt in Obst und Gemüse? Loewe, Bindlach 2016, ISBN 978-3-7855-8488-0.
- In meinem Körper ist was los! Loewe, Bindlach 2016, ISBN 978-3-7855-8156-8, auch erschienen auf Chinesisch[10]
- Dr. Heide Kraut: Körperliche Bedürfnisse. Books on Demand, Norderstedt 2017, ISBN 978-3-7448-7055-9.

## Auszeichnungen
- Posterpreis der Dt. Gesellschaft für Pädiatrische Kardiologie (10 / 2005)[11]
- „Grüne Liste“ des Deutschen Ärztinnenbundes
- Empfehlungsliste des Bilderbuchbärs Wittmund
- Auswahlliste der Arbeitsgemeinschaft Jugendliteratur und Medien der GEW mit der Bewertung “sehr empfehlenswert”
- für den Publizistikpreis der Stiftung Gesundheit 2012 und den Jugendliteraturpreis 2012 – Kategorie Sachbuch, vorgeschlagen-[12][13]